# Saint-Gilles-du-Mené
Saint-Gilles-du-Mené (Gallo: Saent-Jill, bretonisch Sant-Jili-ar-Menez) ist eine Ortschaft und eine Commune déléguée in der französischen Gemeinde Le Mené mit 449 Einwohnern (Stand 1. Januar 2022) im Département Côtes-d’Armor in der Region Bretagne. Die Einwohner werden Saint Gillois/Saint Gilloises genannt.

## Geographie
Saint-Gilles-du-Mené liegt etwa 34 Kilometer südöstlich von Saint-Brieuc und rund 59 Kilometer südwestlich von Saint-Malo in der Osthälfte des Départements Côtes-d’Armor.

## Geschichte
Der Ort wurde erstmals um 1163 in der Form S. Egidii de Tremeldero namentlich erwähnt. Am 9. Januar 1828 wechselten zahlreiche Weiler von den Gemeinden Plessala und Saint-Gouéno zur Gemeinde Saint-Gilles-du-Mené. Am 28. Juli 1944 nahmen Soldaten der Deutschen Wehrmacht und Angehörige der Gestapo in La Seilla sieben junge Mitglieder des Widerstands fest. Diese wurden gefoltert und hingerichtet. Die Deutschen wollten als Rache den gesamten Ort zerstören, wurden aber von einem Gemeindeangestellten aufgesucht, der den Deutschen dieses Vorhaben ausreden konnte. Die Gemeinde gehörte von 1793 bis 1801 zum Distrikt Broons und war Teil des Kantons Langourla. Von 1801 bis 1926 war sie Teil des Arrondissements Loudéac und seither Teil des Arrondissements Dinan. Von 1801 bis 2015 war sie eine Gemeinde des Kantons Collinée.
Mit Wirkung vom 1. Januar 2016 entstand aus der Fusion aller sieben Gemeinden des Gemeindeverbandes Communauté de communes du Mené die neue Gemeinde Le Mené, zu der Saint-Gilles-du-Mené gehört. Die Gemeinde Saint-Gilles-du-Mené gehörte zum Arrondissement Saint-Brieuc und zum Kanton Plénée-Jugon.

## Bevölkerungsentwicklung
Einem ersten Bevölkerungsrückgang zwischen 1793 und 1800 stand eine Wachstumsphase von 1806 bis 1821 entgegen. Die Gesamteinwohnerzahl wuchs leicht. Der starke Anstieg in den folgenden zehn Jahren bis 1831 ist auf die Zuteilung etlicher Weiler von Plessala und Saint-Guéno zu Saint-Gilles-du-Mené zurückzuführen. Zwischen 1831 und 1851 veränderte sich die Anzahl Bewohner kaum. Nach einem Einbruch 1856 folgte ab 1866 eine bis zum Beginn des Ersten Weltkriegs dauernde Wachstumsphase (1866–1911: +21,2 %). Nach einem kriegsbedingten Bevölkerungsrückgang zwischen 1911 und 1921 folgte in der Zwischenkriegszeit eine Zeit der Stabilität. Seit dem Ende des Zweiten Weltkriegs kam es zu einer starken Landflucht (1936–2012: −40,7 %).
| Jahr                       | 1962 | 1968 | 1975 | 1982 | 1990 | 1999 | 2005 | 2013 |
| Einwohner                  | 584  | 561  | 531  | 519  | 503  | 473  | 470  | 468  |
| Quellen: Cassini und INSEE |      |      |      |      |      |      |      |      |

## Sehenswürdigkeiten
- Manoir Bosny (Bocenit/Bosseny) (Herrenhaus, erbaut 1717)
- Kirche Saint-Gilles (erbaut 1862)
- Kapelle Saint-Louis aus dem Jahr 1894 in La Hutte-à-l’Anguille
- Kreuz von Kerfiac (17. Jahrhundert)
- Landgut in Le Perray
- Brunnen von Saint-Gilles (sein Wasser soll gegen Angst und Nervosität helfen)
- altes Haus Maison de la Touche (17./18. Jahrhundert)
- mehrere Mühlen
- Denkmal für die Gefallenen[1]
- Gedenkstele für sieben junge Widerstandskämpfer, die 1944 von Deutschen hingerichtet wurden

Quelle: